# Bouvellemont
Bouvellemont település Franciaországban, Ardennes megyében. Lakosainak száma 118 fő (2022. január 1.). Bouvellemont Baâlons, Chagny, Jonval és Saint-Loup-Terrier községekkel határos.

## Népesség
A település népességének változása:
| Lakosok száma | 88   | 83   | 97   | 98   | 96   | 110  | 121  | 129  | 125  | 118  |
|               | 1968 | 1982 | 1990 | 2006 | 2013 | 2015 | 2017 | 2019 | 2020 | 2022 |